# Delirium Tremens (banda)
Delirium Tremens es una banda española de rock vasco. Se formaron en Motrico (Guipúzcoa) a finales de los años 80. Se mantuvieron en activo hasta 1991, su momento de máxima popularidad.
En el año 2022 han vuelto a los escenarios.
Sus letras estaban escritas en euskera y fueron muy populares en el País Vasco. De hecho, se ha llegado a definir la banda como «uno de los mejores grupos vascos de la historia», con su estilo «pop-rock de altísima calidad».

## Historia
Comenzaron su andadura como trío en 1987. Consiguieron un contrato con la discográfica Oihuka con quienes grabaron su primer álbum, un disco compartido con el grupo navarro Zarrapo: Hemen Denak Berdinak Dira - Aquí Todos Son Iguales, en el que introdujeron cinco canciones. El sonido, más cercano al punk británico hizo que les englobasen en el llamado Rock Radical Vasco, ganando fama rápidamente en el circuito vasco. Hasta 1989 no apareció su segunda referencia (y primer álbum en solitario), Ikusi eta Ikasi (que en castellano significa "Mira y Aprende"). El disco les hizo embarcarse en una gira por todo el País Vasco, Italia y Gales.
En 1990 se incorporó Iñigo Muguruza como segundo guitarrista, a quien conocían de conciertos que habían dado junto a Kortatu. Grabaron Hiru Aeroplano, su último disco con Oihuka y que es considerado como su mejor LP. El álbum fue producido por Kaki Arkarazo, quien también ejerció de técnico de sonido en sus conciertos.
Iñigo fundó la discográfica Esan Ozenki (junto a sus compañeros de Negu Gorriak) por lo que sus últimos trabajos los editaron con este sello. Se disolvieron en 1991, dejando como testimonio de su último concierto el álbum Bilbo zuzenean. 91-5-24 (1991).
En diciembre de 2021 anunciaron la reunión de la banda después de treinta años inactivos. La vuelta a los escenarios la iniciarían con un concierto programado para mayo de 2022, la grabación de un disco nuevo y la posibilidad de iniciar una gira para promocionarlo.

## Formación
- Andoni Basterretxea: voz y guitarra.
- Patxi Irisarri: bajo.
- Juantxo Yurrita : batería.
- Haritz Harreguy: guitarra

Miembros anteriores:
- Iñigo Muguruza (1990-1991): guitarra.

Javi Bilbatua (Billy) (1987-1989): Bajo

## Discografía

### Álbumes
| Ikusi eta Ikasi (Oihuka, 1989) |                    |          |  |
| N.º                            | Título             | Duración |  |
| 1.                             | «Ikusi»            | 3:24     |  |
| 2.                             | «Kaixo»            | 3:33     |  |
| 3.                             | «Ihes»             | 3:24     |  |
| 4.                             | «Juan II»          | 3:34     |  |
| 5.                             | «Ni naiz naizena»  | 3:55     |  |
| 6.                             | «Boga boga»        | 5:25     |  |
| 7.                             | «Noizean behin»    | 2:47     |  |
| 8.                             | «Lainoak ilunak»   | 2:26     |  |
| 9.                             | «Opari»            | 3:14     |  |
| 10.                            | «Delirium Tremens» | 2:43     |  |

| Hiru aeroplano (Oihuka, 1990) |                             |          |  |
| N.º                           | Título                      | Duración |  |
| 1.                            | «Batzuk»                    | 3:12     |  |
| 2.                            | «Eutsi hirean»              | 3:37     |  |
| 3.                            | «Kurrela baten aitormenak»  | 3:14     |  |
| 4.                            | «Osaba Sam»                 | 3:15     |  |
| 5.                            | «Ametsetan»                 | 4:13     |  |
| 6.                            | «I have no money»           | 3:13     |  |
| 7.                            | «Izen gabeko bata zuri bat» | 3:17     |  |
| 8.                            | «Galduta nabil»             | 3:33     |  |
| 9.                            | «Ez da ezer gertatzen»      | 3:06     |  |
| 10.                           | «Hiru aeroplano»            | 2:53     |  |

| Bilbo zuzenean 91-5-24 (Esan Ozenki, 1991) |                             |          |  |
| N.º                                        | Título                      | Duración |  |
| 1.                                         | «Batzuetan»                 | 3:53     |  |
| 2.                                         | «Boga boga»                 | 5:42     |  |
| 3.                                         | «Ikusi»                     | 3:48     |  |
| 4.                                         | «Ezin leike»                | 2:34     |  |
| 5.                                         | «I have no money»           | 3:16     |  |
| 6.                                         | «Ni naiz naizena»           | 4:06     |  |
| 7.                                         | «Izen gabeko bata zuri bat» | 2:51     |  |
| 8.                                         | «Batzuk»                    | 3:06     |  |
| 9.                                         | «Laino ilunak»              | 2:53     |  |
| 10.                                        | «Sua»                       | 3:42     |  |
| 11.                                        | «Eutsi hirean»              | 3:29     |  |
| 12.                                        | «Soberan ez»                | 4:30     |  |
| 13.                                        | «Buruko mina»               | 3:03     |  |
| 14.                                        | «Baztan»                    | 4:51     |  |

### Singles y EP
- «Delirium Tremens» (Esan Ozenki, 1991). Single de Bilbo zuzenean.
- Delirium Tremens (Esan Ozenki, 1991). EP.

### Splits
- Delirium Tremens y Zarrapo. Hemen Denak Berdinak Dira - Aquí Todos Somos Iguales (Oihuka, 1987).